# Сеголен Руаяль
Сеголе́н Руая́ль (фр. Ségolène Royal; нар. 22 вересня 1953, Дакар, Сенегал) — французький політик-соціаліст, колишній міністр навколишнього середовища (1992—1993), колишній міністр-делегат з питань шкільної освіти (1997—2000) і справ сім'ї, дітей і інвалідів (2000—2002). Депутат парламенту Франції з 1988 року, голова регіональної ради Пуату-Шарант з 2004 року.
Офіційний кандидат від Соціалістичної партії на президентських виборах 2007 року.

## Ранні роки
Сеголен Руаяль народилася на військовій базі у місті Дакар, Французька Західна Африка (нині Сенегал) 22 вересня 1953 року, у сім'ї Жака Руаяля, колишнього офіцера артилерії. У її батьків було 8 дітей, які народилися протягом 9 років, з них троє були дівчатками.
Після закінчення середньої школи, Марі-Сеголен навчалася у місцевому університеті, який вона закінчила другою у своєму класі за фахом «економіка». У 1972 році, коли їй було 19 років, вона подала судовий позов проти свого батька, оскільки він відмовлявся розлучитися з її матір'ю і платити аліменти, щоб діти могли здобути освіту. Після багатьох років судових розглядів вона виграла цю справу, незадовго до того, як Жак Руаяль помер від раку в 1981 році.
Руаяль, як і більшість політичної еліти Франції, випускник Національної школи адміністрації (ENA). Вона навчалася в тому ж класі, що і її колишній партнер протягом 30 років, Франсуа Олланд (з яким вона познайомилася на вечірці), а також Домінік де Вільпен (прем'єр-міністр за часів президентства Жака Ширака).

## Політична кар'єра
Після закінчення ENA в 1980 році, вона була обрана суддею (фр. conseiller) в адміністративному суді, перш ніж вона була запропонована на посаду спеціального радника президента Франсуа Міттерана Жаком Атталі і перейшла працювати до його штату в 1982 році.
Вона вирішила стати кандидатом до парламенту на виборах 1988 року, від виборчого округу у сільській місцевості, у департаменті Де-Севр. З результатом 50,57 відсотків Руаяль було обрано. Після цих виборів, вона служила депутатом Національних зборів від департаменту Де-Севр у 1988—1992, 1993—1997, 2002—2007 роках.

### Відношення до України
У розпал російсько-української війни, проявила зневагу до України, безпідставно звинувативши Київ у пропаганді та надмірній медіатизації російських військових злочинів.

### Державні посади
В уряді П'єра Береговуа:
- Міністр охорони навколишнього середовища: 1992—1993 роки.

В уряді Ліонеля Жоспена:
- Міністр шкільної освіти: 1997—2000.
- Міністр у справах сім'ї і дітей: 2000—2001 роки.
- Міністр у справах сім'ї, дітей та інвалідів: 2001—2002 роки.

У 2004 Руаяль було обрано головою регіону Пуату-Шарант (здобула перемогу над Ж. П. Раффареном, тоді чинним прем'єр-міністром, на його батьківщині).

### Президентські вибори 2007
Після громадських виступів у зв'язку з контрактом першого найму 2006 р. почала розглядатися багатьма аналітиками як один з найбільш ймовірних кандидатів на перемогу на французьких президентських виборах 2007 року. Спочатку очікувалося, що її основним суперником стане Ніколя Саркозі (протистояння Ségo-Sarko).
Попри те, що продовжуючий зберігати вплив на СПФ Ліонель Жоспен в жовтні 2006 р. різко висловився проти її кандидатури, партія 16 листопада 2006 висунула Руаяль своїм кандидатом на президентський пост. Вона випередила таких впливових претендентів від СПФ як Домінік Стросс-Кан і колишній прем'єр-міністр Лоран Фабіус.
Руаяль вела дуже активну виборчу кампанію, багато виступаючи по радіо і телебаченню, зустрічаючись з виборцями майже у всіх значних містах і акцентуючи увагу на правах іммігрантів (учасники заворушень 2005 р. були налаштовані вкрай проти Саркозі) і соціальні гарантії — збільшення пенсій, підвищення мінімального розміру оплати праці до €1,5 тис. на місяць, гарантоване працевлаштування або підвищення кваліфікації для випускників університетів. Крім того, Руаяль пропонувала ввести прогресивну шкалу оподаткування залежно від соціальної роботи компаній. Набравши в першому турі 22 квітня 19,26 % голосів і вийшовши в другий тур разом з випередившим її Саркозі, Руаяль отримала пряму підтримку більшості лівих партій, а також непряму з боку Франсуа Байру, який заявив, що не буде голосувати за Саркозі. Проте з лютого 2007 року Руаяль незмінно відставала від Саркозі за рейтингом. На поразку Руаяль у другому турі 6 травня (46,94 % голосів), можливо, позначилися і її надмірно емоційні висловлювання між турами, коли вона назвала Саркозі «небезпекою».
Визнавши поразку на зустрічі зі своїм штабом увечері 6 травня, Руаяль заявила, що продовжить боротьбу, дякує своїм прихильникам і закликає їх не розслаблятися.

### Вибори керівника Соціалістичної партії
Сеголен Руаяль брала участь у виборах керівництва Соціалістичної партії, щоб замінити її колишнього цивільного чоловіка Франсуа Олланда на посаді голови партії. Вона отримала найбільшу кількість голосів у першому турі голосування, але не достатньо, щоб виграти. Вона в кінцевому підсумку поступилася у другому раунді Мартіні Обрі 42 голоси. Після перерахунку голосів Обрі була оголошена переможцем 25 листопада 2008, збільшивши розрив до 102 голосів. Руаяль оголосила про свій намір оскаржити результат. Вона звинуватила в поразці на виборах 2007 року лідерів партії та свого колишнього партнера.

## Особисте життя
З кінця 1970-х до 2007 року Сеголен Руаяль у приватному житті була партнеркою Франсуа Олланда, президента Франції у 2012—2017 роках та голови французької Соціалістичної партії протягом 1997—2008 років. З Ф.Олландом С.Руаяль познайомилася в Національній школі адміністрації ЕСА. У них четверо дітей: Томас (нар. 1984), Клеменс (нар. 1985), Жюльєн (нар. 1987) і Флора (нар. 1993). У червні 2007 року, через місяць після поразки Руаяль під час президентських виборів 2007 року Ф.Олланд і С.Руаяль розійшлися, хоча офіційно шлюб ніколи не був зареєстрований.